# Paprzyca Średnia
Paprzyca Średnia (niem. Muhl Teich) – jezioro rynnowe w Polsce, położone w województwie zachodniopomorskim, w powiecie choszczeńskim, w gminie Krzęcin.
Akwen leży w komplekcie leśnym na Pojezierzu Choszczeńskim, około 1,5 km na południę od miejscowości Chłopowo. Jezioro podlega silnym procesom eutrofizacji.